# 翟松柏
翟松柏（?—?），雁门郡（郡治雁门县，今山西省代县）人，隋末民变陇西起义领袖。
隋炀帝大业十二年（616年）正月初七甲午日，雁门郡人翟松柏起兵于灵丘（今山西省灵丘县）。聚众人数达数万，相继攻打附近郡县。当时雁门郡下辖雁门县、灵丘县、繁畤县（今山西省繁峙县东北五十五里代堡）、五台县（今山西省五台县）、崞县（今山西省原平市北三十五里崞阳镇）。